# Waikato Stadium
Das Waikato Stadium (durch Sponsoringvertrag offiziell FMG Stadium Waikato) ist ein Rugby-Union- und Fußballstadion in der neuseeländischen Stadt Hamilton. Es verfügt über 26.350 Sitz- und Stehplätze, die Kapazität kann bei Bedarf auf 30.000 Zuschauer erweitert werden.
Neben den Heimmannschaften werden hier sporadisch Länderspiele der All Blacks und Heimspiele der australischen Rugby-League-Mannschaft Parramatta Eels ausgetragen.
Erbaut wurde das Waikato Stadium auf dem Gelände des früheren Stadions Rugby Park. 1996 präsentierte die Stadt Hamilton Pläne, sowohl den Rugby Park als auch das Cricket-Stadion Westpac Park durch einen einzigen Neubau zu ersetzen. Später stellte sich heraus, dass die Stadt nur 27 Millionen NZD anstatt der benötigten 52 Millionen beisteuern konnte. Die Stadtverwaltung beschloss, zwei kleinere Stadien zu bauen, um dadurch die Kosten auf 30 Millionen zu senken.
Die Bauarbeiten begannen im Jahr 2000 und waren Ende 2001 beendet. Das erste Spiel im neuen Stadion fand am 1. März 2002 zwischen den Chiefs und den Crusaders statt. Bei der Rugby-Union-Weltmeisterschaft 2011 fanden hier drei Spiele statt.
Am 1. Oktober 2015 wurde das Stadion in FMG Stadium Waikato umbenannt. Der Sponsorvertrag hat eine Laufzeit von zehn Jahren. Der Versicherer FMG (Farmers Mutual Group) zahlt der Stadt jährlich 700.000 Neuseeland-Dollar.
Das Waikato Stadium wurde als eines von zehn Stadien für die Fußball-Weltmeisterschaft der Frauen 2023 ausgewählt.